# 孔特拉塔西翁

孔特拉塔西翁是哥倫比亞的城鎮，位於該國東北部，由桑坦德省負責管轄，始建於1861年，面積907平方公里，海拔高度1,699米，主要經濟活動有農業、採礦業和伐木業，2005年人口3,904。
6°17′N 73°29′W / 6.283°N 73.483°W